# Tahya Tounes
Tahya Tounes o Tahia Tounes ( en árabe: تحيا تونس‎ , en español Viva Túnez o también Larga Vida a Túnez) es un partido político tunecino fundado el 27 de enero de 2019 y presidido desde junio de 2019 por el ex primer ministro tunecino Youssef Chahed. Sus fundadores declaran una posición modernista democrática. En abril de 2019, el partido afirma tener 80,000 miembros.

## Historia
Tras meses de disputas dentro del partido de coalición gobernante Nidaa Tounes que dio lugar a la renuncia de decenas de líderes, el 27 de enero de 2019 Selim Azzabi, exdirector del gabinete del Presidente de la República de Túnez, anuncia la formación de un movimiento político llamado Tahya Tounes.  El 4 de marzo el partido obtiene el reconocimiento legal como partido político en Túnez.
El 24 de mayo firmó un acuerdo de fusión con el partido Al Moubadara dirigido por Kamel Morjane. A raíz de este acuerdo Morjane es nombrado presidente del consejo nacional de Tahya Tounes.

## Dirección
El 1 de mayo de 2019 Azzabi es nombrado secretario general del partido.
El 1 de junio de 2019 el consejo nacional del partido elige al jefe de gobierno de Túnez, Youssef Chahed, como presidente del partido.

## Posiciones
Mustapha Ben Ahmed, uno de los fundadores y presidente del bloque parlamentario de la Coalición Nacional, rechaza una eventual alianza entre Tahya Tounes y el movimiento islamista Ennahdha. Ahmed destacó tras el anuncio de su creación que el partido nacía con una referencia "modernista democrática" y con voluntad "reformista".